# Microélément
 (19 novembre 2017).
Améliorez-le ou discutez des points à vérifier. 

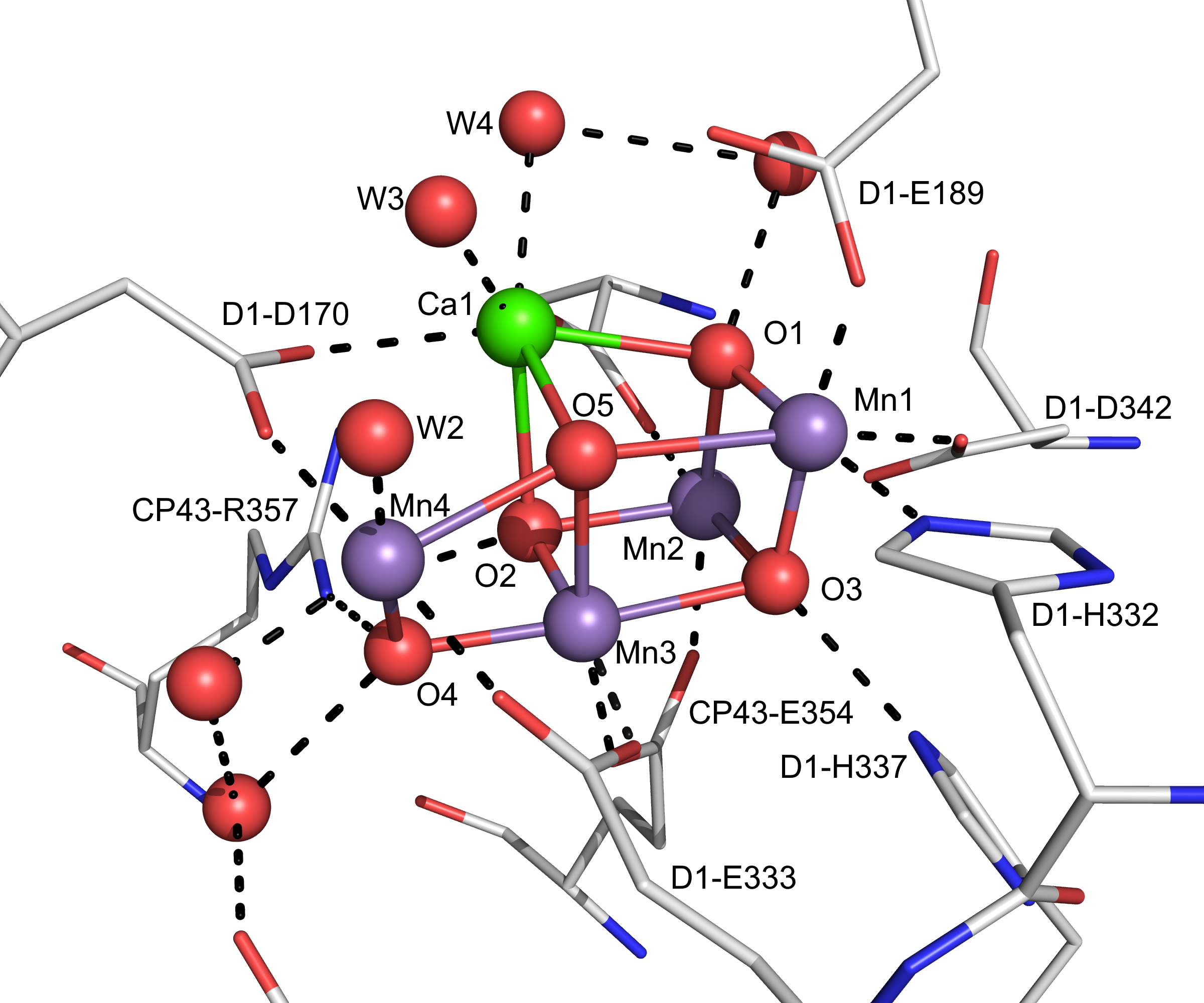
Structure cristalline du complexe évoluant dans l'oxygène (OEC) du cytochrome P450 à une résolution de 1,9 angström.

Un microélément ou élément trace est un élément chimique nutritif de nature minérale dont les organismes ont besoin en faible quantité pour se développer.
On distingue ainsi selon leur concentration : les macroéléments (entre 30 et 1 300 g pour un corps humain de 70 kg, apports journaliers > 100 mg/j), les microéléments (entre 0.1 et 10 g pour un corps humain de 70 kg, apports journaliers de l'ordre de 1 à 10 mg/j) et les oligoélément ou éléments ultratraces (< 1 mg/kg),.
Ils jouent un rôle de catalyseur ou de régulateur, par exemple d’activateurs enzymatiques. Certains macroéléments, comme le calcium ou le magnésium, jouent – en plus de leur rôle structural – un rôle régulateur.

## Liste des microéléments du corps humain
- Manganèse
- Fer
- Cuivre
- Zinc

En repoussant la limite basse, certains ajoutent :
- Iode
- Sélénium

| H  |    |    |    |    |    |    |    |    |    |    |    |    |    |    |    |    |    | He |
| Li | Be |    |    |    |    |    |    |    |    |    |    |    | B  | C  | N  | O  | F  | Ne |
| Na | Mg |    |    |    |    |    |    |    |    |    |    |    | Al | Si | P  | S  | Cl | Ar |
| K  | Ca | Sc |    | Ti | V  | Cr | Mn | Fe | Co | Ni | Cu | Zn | Ga | Ge | As | Se | Br | Kr |
| Rb | Sr | Y  |    | Zr | Nb | Mo | Tc | Ru | Rh | Pd | Ag | Cd | In | Sn | Sb | Te | I  | Xe |
| Cs | Ba | La | *  | Hf | Ta | W  | Re | Os | Ir | Pt | Au | Hg | Tl | Pb | Bi | Po | At | Rn |
| Fr | Ra | Ac | ** | Rf | Db | Sg | Bh | Hs | Mt | Ds | Rg | Cn | Nh | Fl | Mc | Lv | Ts | Og |
|    |    |    |    |    |    |    |    |    |    |    |    |    |    |    |    |    |    |    |
|    |    |    | *  | Ce | Pr | Nd | Pm | Sm | Eu | Gd | Tb | Dy | Ho | Er | Tm | Yb | Lu |    |
|    |    |    | ** | Th | Pa | U  | Np | Pu | Am | Cm | Bk | Cf | Es | Fm | Md | No | Lr |    |

| - Les quatre principaux éléments essentiels - Autres macroéléments essentiels - Éléments traces essentiels (microélément et oligoélément) - Éléments jugés essentiels par les États-Unis et non par l'Union européenne - Action biologique suggérée - Preuves limitées d'action biologique chez les mammifères - Aucune preuve d'action biologique chez les mammifères, mais essentiel chez d'autres animaux. (Dans le cas du lanthane, les preuves embryonnaires d'essentialité restent difficilement applicables car les autres éléments des lanthanides (Ce, Pr, Nd, Sm, Eu, Gd) sont chimiquement très similaires.) |

| Classe        | Élément        | Quantité corporelle moyenne | Apport journalier recommandé | Description | Carence              | Excès                     |
| ------------- | -------------- | --------------------------- | ---------------------------- | --- | -------------------- | ------------------------- |
| Macroéléments | Potassium (K)  | 140 g                       | 4700 mg                      | électrolyte systémique essentiel avec le sodium pour la régulation de l'ATP ; disponible dans les légumineuses, les peaux de pommes de terre, les tomates et les bananes. | Hypokaliémie         | Hyperkaliémie             |
| Macroéléments | Chlore (Cl)    | 95 g                        | 2300 mg                      | nécessaire à la production d'acide chlorhydrique dans l'estomac et pour certaines fonctions cellulaires ; le sel alimentaire en est la source la plus courante. | Hypochlorémie        | Hyperchlorémie            |
| Macroéléments | Sodium (Na)    | 100 g                       | 1500 mg                      | nécessaire à la régulation de l'ATP avec le potassium ; outre le sel alimentaire, disponible dans les fruits de mer, le lait et les épinards. | Hyponatrémie         | Hypernatrémie             |
| Macroéléments | Calcium (Ca)   | 1000 g                      | 1300 mg                      | présent dans les os et les dents ; contribue à la contraction musculaire, la transmission de l'influx nerveux, le système digestif, la formation des oss et la coagulation sanguine ; disponible dans le lait, le poisson, les noix, les légumes secs. | Hypocalcémie         | Hypercalcémie             |
| Macroéléments | Phosphore (P)  | 780 g                       | 700 mg                       | composant des os (apatite) et des cellules notamment dans les processus d'obtention d'énergie ; sous forme de phosphate en contextes biologiques. | Hypophosphorémie     | Hyperphosphorémie         |
| Macroéléments | Magnésium (Mg) | 30 g                        | 420 mg                       | Il est nécessaire pour le traitement de l'ATP et pour les os. Le magnésium se trouve dans les noix, amandes, soja et cacao. | Hypomagnésémie       | Hypermagnésémie           |
| Microéléments | Zinc (Zn)      | 2 g 29 ppm                  | 11 mg                        | nécessaire à la production de plusieurs enzymes : carboxypeptidase, anhydrase carbonique… | Carence en zinc      | Intoxication au zinc      |
| Microéléments | Fer (Fe)       | 5 g 71 ppm                  | 18 mg                        | constitutif de l'hémoglobine et des cytochromes de la chaine respiratoire ; sa capacité à s'oxyder lui permet de transporter l'oxygène dans le sang, se combinant avec l'hémoglobine pour former l'oxyhémoglobine ; il n'est nécessaire qu'en faible quantité car il est réutilisé et non éliminé. Les sources de fer sont le foie de nombreux animaux, les légumes secs comme les [[Lentille cultivée\|lentille]s]… | Anémie               | Hémochromatose            |
| Microéléments | Manganèse (Mn) | 0.016 g 0.23 ppm            | 2.3 mg                       | Le manganèse a un rôle à la fois structural et enzymatique. Il est présent dans différentes enzymes, notamment la superoxyde dismutase à manganèse (Mn-SOD), qui catalyse la dismutation des superoxydes. | Carence en manganèse | Manganisme                |
| Microéléments | Cuivre (Cu)    | 0.100 g 1.43 ppm            | 0.9 mg                       | stimule le système immunitaire ; composant de plusieurs enzymes redox, dont la cytochrome c oxydase. disponible dans les légumes verts, le poisson, les pois, les lentilles, le foie, les mollusques et les crustacés. | Carence en cuivre    | Maladie de Wilson         |
| Oligoéléments | Iode (I)       |                             | 0.150 mg                     | nécessaire pour la synthèse des hormones thyroïdiennes, la thyroxine et la triiodothyronine et pour prévenir la goutte ; c'est aussi un probable antioxydant et joue un rôle important pour le système immunitaire. | Carence en iode      | iodisme                   |
| Oligoéléments | Sélénium (Se)  |                             | 0.055 mg                     | Le dioxyde de sélénium est un catalyseur approprié pour l'oxydation, l'hydrogénation et la déshydrogénation des composés organiques. C'est un facteur essentiel pour l'activité d'enzymes antioxydantes telles que la glutathion peroxydase. | Carence en sélénium  | Sélénose                  |
| Oligoéléments | Molybdène (Mo) | 0.005 g (0.07 ppm)          | 0.045 mg                     | se trouve en quantité importante dans l'eau de mer sous forme de molybdates (MoO42-) facilement assimilable par les organismes vivants ; forme également la xanthine oxydase, l'aldéhyde oxydase (en) et la sulfite oxydase. | Carence en molybdène | Intoxication au molybdène |
| Oligoéléments | Cobalt (Co)    | 0.002 g (0.03 ppm)          |                              | | Carence en cobalt    | Intoxication au cobalt    |